# Lettice Knollys

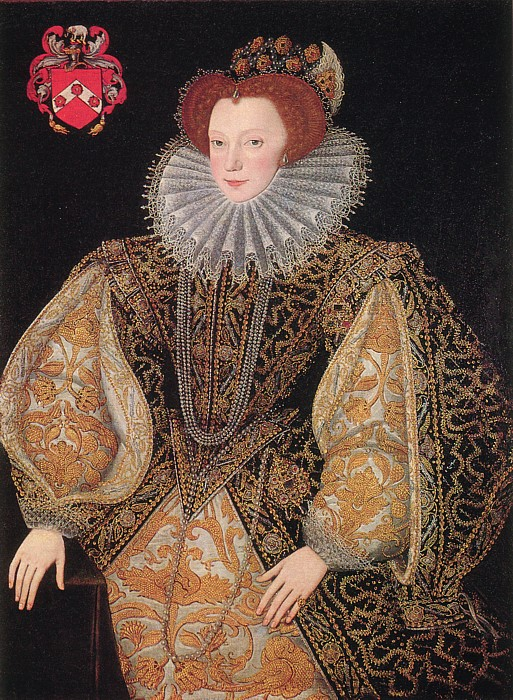
Lettice Knollys, Countess von Essex und Leicester

Lettice Knollys [ˈnoʊls], gelegentlich Laetitia genannt (* 8. November 1543 in Rotherfield Greys, Oxfordshire; † 25. Dezember1634 in Drayton Basset, Staffordshire), war eine englische Adlige und Hofdame der Königin Elisabeth I. Über ihre Mutter Catherine Carey war sie eine Enkelin Mary Boleyns, Schwester der Königin Anne Boleyn und somit eine Verwandte der Königin Elisabeth. Einigen Gerüchten zufolge war Lettice die Enkelin König Heinrichs VIII., da die Vaterschaft ihrer Mutter umstritten war. Aus ihrer ersten Ehe entstammte ihr berühmter Sohn Robert Devereux, 2. Earl of Essex.
Ursprünglich eine Favoritin der Königin und eine bekannte Schönheit bei Hofe, erlangte sie eine gewisse Berühmtheit durch ihre heimliche Eheschließung mit Elisabeths Favoriten Robert Dudley, 1. Earl of Leicester. Sie wurde von der Königin vom Hof verbannt und schaffte es niemals, sie wieder zu versöhnen. Unter König Jakob I. wurden sie und ihre Familie in Ehren gehalten, allerdings war sie zeit ihres Lebens in Rechtsstreitigkeiten verwickelt. Sie starb hochbetagt im Alter von 91 Jahren.

## Leben

### Jugend und erste Ehe
Lettice war das dritte von den sechzehn Kindern des Francis Knollys und der Catherine Carey. Sie wurde nach ihrer Großmutter väterlicherseits benannt. Sir Francis war ein früher Puritaner, der während der Regierungszeit von Maria I. mit seiner Familie nach Basel und Frankfurt am Main floh. Möglicherweise war Lettice unter den fünf Kindern, die sich mit ihm im Exil befanden, es kann aber auch sein, dass sie mit Prinzessin Elisabeth in Hatfield blieb. Nach der Thronbesteigung Elisabeths am 17. November 1558 kehrte die Familie nach England zurück. Francis wurde Schatzmeister des königlichen Haushalts, seine Frau Catherine Chief Lady of the Bedchamber und Lettice Hofdame.

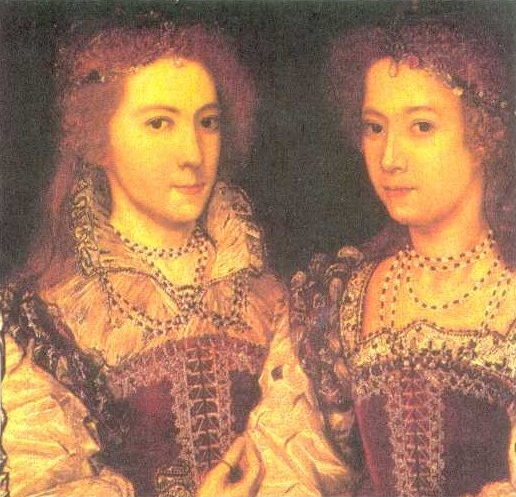
Dorothy und Penelope Devereux ca. 1578

Ende des Jahres 1560 heiratete Lettice Walter Devereux, Viscount Hereford. Im folgenden Jahr zog sich Lettice wahrscheinlich vom Hof zurück, denn ihre Bezahlung als Hofdame wurde eingestellt. Sie lebte mit ihrem Mann auf dem Sitz Chartley in Staffordshire, wo Lettice 1563 und 1564 ihre ersten beiden Kinder bekam, Penelope und Dorothy. Dennoch kehrte Lettice gelegentlich an den Hof zurück. Dort hatte sie im Sommer 1565 einen Flirt mit Robert Dudley, Earl of Leicester, dem Favoriten der Königin. Der spanische Botschafter nannte Lettice eine der schönsten Frauen bei Hofe und eine Favoritin der Königin. Zudem berichtete er, dass Robert Dudley Lettice umwarb, angeblich um Elisabeth eine Entscheidung aufzuzwingen. Die Königin bemerkte es sofort, und machte Leicester monatelang Szenen. Lettice kehrte nach Staffordshire zurück, wo sie im November 1565 ihren ersten Sohn gebar, Robert. Robert Dudley wurde Pate des Jungen. 1570 gebar sie Walter, 1572 folgte Francis, der aber als Säugling starb. 1572 wurde Devereux zum Earl of Essex erhoben.
Im Jahr 1573 ging Devereux nach Irland. Um 1575 ließ sich Lettice möglicherweise wiederum mit Robert Dudley ein. Als ihr Mann aus Irland zurückkehrte, kam es zu einem Skandal, da Lettice in Devereuxs Abwesenheit angeblich Leicester zwei Kinder geboren hatte. Ob sie damals tatsächlich bereits eine Affäre mit Leicester hatte, lässt sich nicht eindeutig nachweisen, ist aber möglich.
Leicester setzte sich für Essex’ Rückkehr nach Irland ein, die allerdings ohnehin unumgänglich war. Kurz darauf starb Essex am 22. September 1576 an Ruhr und Lettice wohnte seinem Begräbnis am 26. November bei.

### Ehe mit Robert Dudley
Als Witwe war es Lettice erlaubt, Leicester zu heiraten. Dieser zögerte jedoch zwei Jahre, da er zu Recht den Zorn der Königin fürchtete. Auch war Lettice zunächst damit beschäftigt, ihr Wittum zu sichern, da Devereux ihr in seinem Testament kaum genug hinterlassen hatte, um davon zu leben. Stattdessen war sie darauf angewiesen, dass Freunde sie beherbergten. Sie stand daher in regem Briefwechsel mit William Cecil, 1. Baron Burghley und drohte den Angestellten ihres Mannes mit einer Klage, sollten sie sich nicht kompromissbereit zeigen. Während bekannt ist, dass sie 1577 Jagden veranstaltete und ihre Leibrente zum Jahreswechsel schließlich erhöht wurde, liegen die beiden Witwenjahre größtenteils im Dunkeln.

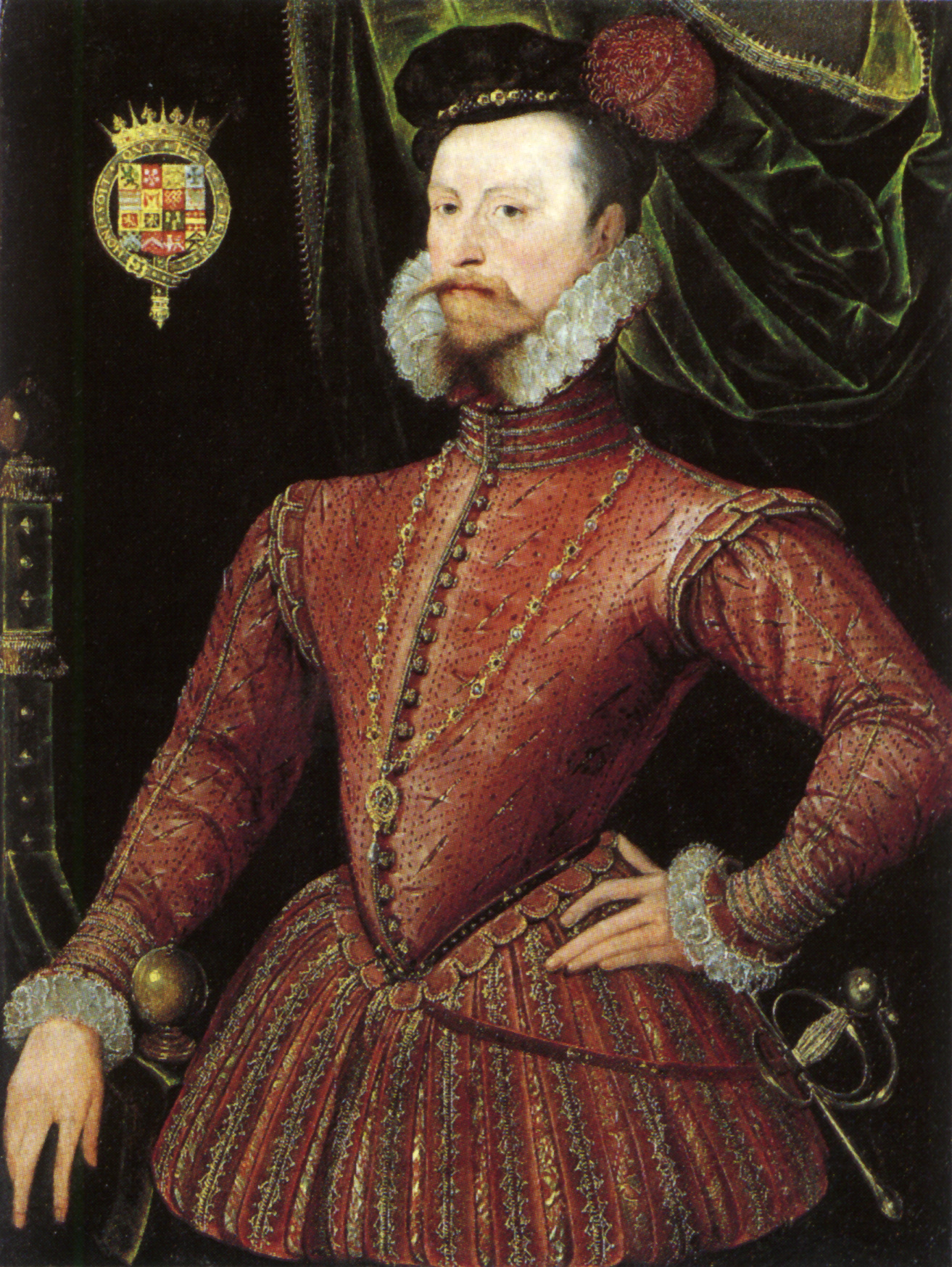
Robert Dudley, Earl of Leicester ca. 1578

Am 21. September 1578 heirateten die beiden vor nur sechs Zeugen in Leicesters Landhaus Wanstead. Unter ihnen befanden sich Lettices Vater Sir Francis Knollys, ihr Bruder Richard, Leicesters Bruder Ambrose und Henry Herbert, 2. Earl of Pembroke. Wie die Zeugen später aussagten, hatte Dudley seit 1577 eine Eheschließung mit Lettice geplant. Angeblich war die Hochzeit in Anwesenheit der Verwandten bereits die zweite Feier, da Lettices Vater auf eine Zeremonie vor einem Notar bestand statt einer heimlichen Hochzeit. Humphrey Tyndale, ein weiterer Gast, sagte später, Lettice hätte ein „loses Gewand“ getragen, was mitunter als eine erneute Schwangerschaft interpretiert wurde, die allerdings historisch nicht verbürgt ist. Trotz allem war die Heirat ein offenes Geheimnis. Bereits im November 1578 erzählte Thomas Radclyffe, der amtierende Earl of Sussex, dem französischen Botschafter von dieser Eheschließung. Rückwirkend hatte diese Ehe zur Folge, dass Gerüchte aufkamen, Leicester und Lettice hätten Devereux vergiftet.
Es ist nicht sicher, wann Königin Elisabeth es herausfand. Im Dezember 1579 wurde es jedoch zum Problem. Sir Edward Stafford, ein Zeitgenosse, berichtete später, dass Elisabeth geglaubt hatte, Leicester wäre bereits mit Douglas Sheffield verheiratet, der verwitweten Baroness Sheffield. Elisabeth fand sich niemals mit Leicesters Heirat ab. Sie verbannte Lettice vom Hof, wodurch diese auch generell von der Gesellschaft gemieden wurde. Auch zog die Königin bei jeder Gelegenheit in der Öffentlichkeit über Lettice (und ihren Gatten) her. Lettice lebte die nächsten Jahre zurückgezogen und nannte sich nur Gräfin von Essex, obwohl ihr nach der Hochzeit der Titel der Gräfin von Leicester zustand. Berichten zufolge lebte sie in dieser Zeit bei ihrem Vater, bereits hochschwanger. Im Juni 1581 kam endlich der ersehnte Erbe für Leicester – der kleine Lord Denbigh – zur Welt.
Der kleine Robert Dudley war wahrscheinlich das einzige Kind von Lord und Lady Leicester. Zwar erwähnte der französische Botschafter im Jahr 1582, dass Lettice mit ihrem zweiten Kind schwanger wäre, doch ist unbekannt, was aus dem Kind wurde. Im Sommer 1583 zog Lettice wahrscheinlich offiziell in Leicester House ein, denn Berichten zufolge war die Königin erbost darüber, dass Leicester „mit seiner Ehe offener umging als zuvor“. Auch merkte der französische Botschafter nach einem gemeinsamen Abendessen an, dass Lettice großen Einfluss auf ihren Mann hatte. Dennoch war die Ehe wahrscheinlich glücklich, denn Leicester sorgte auch großzügig für seine Stiefkinder. So versuchte er beispielsweise, seine Stieftochter Dorothy mit dem schottischen König Jakob VI. zu verheiraten. Diese Begebenheit sorgte für einen weiteren Wutanfall Elisabeths, die wütend erklärte, dass sie Jakob verbieten würde, „die Tochter dieser Wölfin“ zu heiraten. Es blieb nicht sein einziger Versuch, sich mit der königlichen Familie zu verschwägern. Die gefangene Maria Stuart behauptete schließlich, Leicester hätte versucht, seinen Sohn mit der kleinen Arbella Stuart zu verheiraten, doch der Junge starb schon im Juli 1584, zum großen Kummer der Eltern.
1585 ging Leicester in die Niederlande und wurde dort Generalgouverneur. Er wollte Lettice zu sich kommen lassen und böse Zungen behaupteten, sie hätte vor, mit einem größeren Gefolge von Damen, als die Königin besaß, in die Niederlande aufzubrechen. Als Elisabeth davon erfuhr, bekam sie einen Wutanfall und verbot Lettice, das Land zu verlassen. Leicester ermächtigte seine Frau, in seiner Abwesenheit seine Ländereien zu verwalten und zu vermieten. Ihr Sohn Robert berichtete, seine Mutter wäre nach der erneuten Abreise seines Stiefvaters im Juni 1587 in Trauer verfallen.

### Ehe mit Christopher Blount
Leicester starb kurz nach dem Sieg über die Spanische Armada am 4. September 1588 bei Oxford in Anwesenheit seiner Frau. In seinem Testament bedachte er sie großzügig und ernannte sie zu seiner Testamentsvollstreckerin. Obwohl sie eine hohe Witwenrente bezog, hatte Leicester ihr solche Schulden hinterlassen, dass seine Gläubiger Anspruch auf Teile ihres Besitzes erhoben. Verschärft wurde das Problem dadurch, dass Leicesters unehelicher Sohn Robert Dudley Teile ihres Wittums geerbt hatte. Lettice sah sich gezwungen, ihren Besitz teilweise zu verkaufen, um Leicesters Schulden abtragen zu können.
Zehn Monate nach seinem Tod heiratete sie im Juli 1589 seinen Stallmeister Christopher Blount, was im 17. Jahrhundert zu der Verleumdung führte, sie hätte Leicester vergiftet. Ihr neuer Ehemann war dreizehn Jahre jünger als sie und sie bezeichnete ihn stets nur als „Freund“, niemals als Ehemann, so wie er sie niemals seine Ehefrau nannte. Ihr Sohn bezeichnete Lettices neue Ehe als „diese unglückliche Wahl“, sie selbst hingegen erklärte, eine Heirat wäre die einzige Möglichkeit für eine schutzlose Witwe. Sie und Blount lebten meist zurückgezogen in Staffordshire, da sie vor allem mit der Abwicklung des schuldenbelasteten Erbes des Earl of Leicester beschäftigt waren. 1595 zog sie sich auf ihren Sitz Drayton Basset zurück, wo sie bis zum Ende ihrer Tage wohnen blieb.
Ihr Rückzug aufs Land war möglicherweise dadurch motiviert, dass sie ohne Vergebung der Königin nicht am Hof bleiben wollte. Sie wollte, wie sie an ihren Sohn schrieb, „die Gunst erlangen, ohne die ich dort, wie du weißt, in größerer Schande lebe“. Im Jahr 1597 war Lettice noch recht zuversichtlich, da „meine Freunde dort mich glauben machen, dass ihre Majestät sehr wohl bereit ist, Bedingungen für Beschwichtigung anzuhören“. Ihr Sohn Robert Devereux war mittlerweile ein königlicher Favorit und organisierte ein Treffen. Im Januar 1598, zehn Jahre nach Leicesters Tod, hoffte Lettice daher auf Vergebung. Zwar empfing die Königin sie nach drei Versuchen, die Elisabeth aus Nervosität wieder abgebrochen hatte, lang genug, dass Lettice ihr die Hände küssen konnte, danach blieb aber alles wie bisher.

### Spätere Jahre
1599 versuchte Lettice ihrem Sohn zu helfen, der zu dieser Zeit unter Arrest stand. Sie sandte Elisabeth ein Kleid als Versöhnungsgeschenk, doch ihre Tochter Penelope verfasste das Anschreiben so arrogant, dass die Königin die Annahme des Geschenks verweigerte. Essex veranstaltete am 8. Februar 1601 einen erfolglosen Rebellionsversuch gegen die „bösen Minister“ der Königin, was dazu führte, dass er und Blount, der inzwischen zu Essex’ rechter Hand geworden war, hingerichtet wurden. Da sowohl ihr Sohn als auch ihr Mann als Verräter hingerichtet wurden, fielen deren Besitztümer an die Krone. Daraus ergaben sich neue Schwierigkeiten für Lettice, da auch ihr Witwenerbe zu diesen Besitztümern gehörte. Ihre Lage war verzweifelt genug zu behaupten, dass Blount sie um ihr Vermögen gebracht hätte. Nach dem Tod ihres ältesten Sohnes kümmerte sich Lettice um die Erziehung ihrer zahlreichen Enkelkinder.

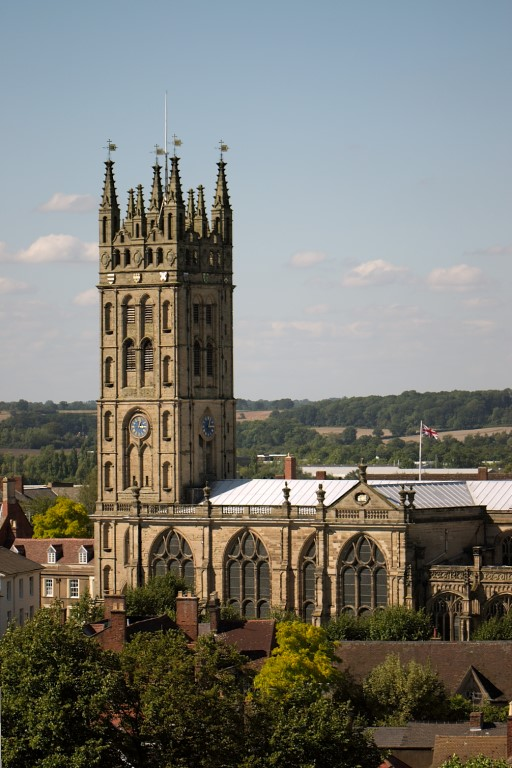
St. Mary’s Church, Ruhestätte von Lettice Knollys

Sie lebte auch unter dem neuen König Jakob I. weitgehend zurückgezogen in Staffordshire. Ihr Enkel Robert Devereux wurde im Frühjahr 1604 durch den König zum dritten Earl of Essex erhoben. Hierbei wurde auch ausdrücklich der berühmte zweite Earl of Essex rehabilitiert. Zusätzlich erließ Jakob ihr die restlichen Schulden ihres Mannes und ihre Tochter Penelope wurde eine Favoritin der Königin Anna. Ihre Hilfe wurde unverzichtbar, als Leicesters unehelicher Sohn Robert Dudley behauptete, der legitime Erbe seines Vaters zu sein. Angeblich hätte er mit Lettice in Bigamie gelebt, was alle ihre Ansprüche auf ihr Witwenerbe zunichtegemacht hätte. Sie verbündete sich daher mit Robert Sidney, Leicesters Neffen und erhielt Unterstützung von Robert Cecil. 1604 verklagte sie Dudley wegen Verleumdung und brachte nicht weniger als sechsundfünfzig Zeugen auf, um dessen Illegitimität zu beweisen. Sie gewann den Fall schließlich, ihre Enkelkinder wurden später erneut von den Sidneys in Rechtsstreitigkeiten verwickelt.
Lettice überlebte alle ihre Kinder um Jahrzehnte. Bis ins hohe Alter blieb sie rüstig und gesund und konnte mit neunundachtzig Jahren noch immer täglich eine Meile weit laufen. Sie starb mit einundneunzig Jahren am 25. Dezember 1634 und wurde am Hof und in London sehr betrauert. In ihrem Testament wählte sie als ihren Begräbnisort die St. Mary’s Church in „Warwick bei meinem lieben Herrn und Ehemann, dem Earl of Leicester, mit dem ich gemeinsam beerdigt werden möchte“. Ihrem Wunsch wurde entsprochen, wobei Leicesters Statue verschoben werden musste, damit Lettices ebenfalls auf die Gruft passte. Das Grab befindet sich in der Nähe des Grabes ihres Sohnes, des kleinen Lord Denbigh.

## Nachkommen
Mit Walter Devereux:
- Penelope (* 1563; † 1607),

1. ⚭ Robert Rich, 1. Earl of Warwick

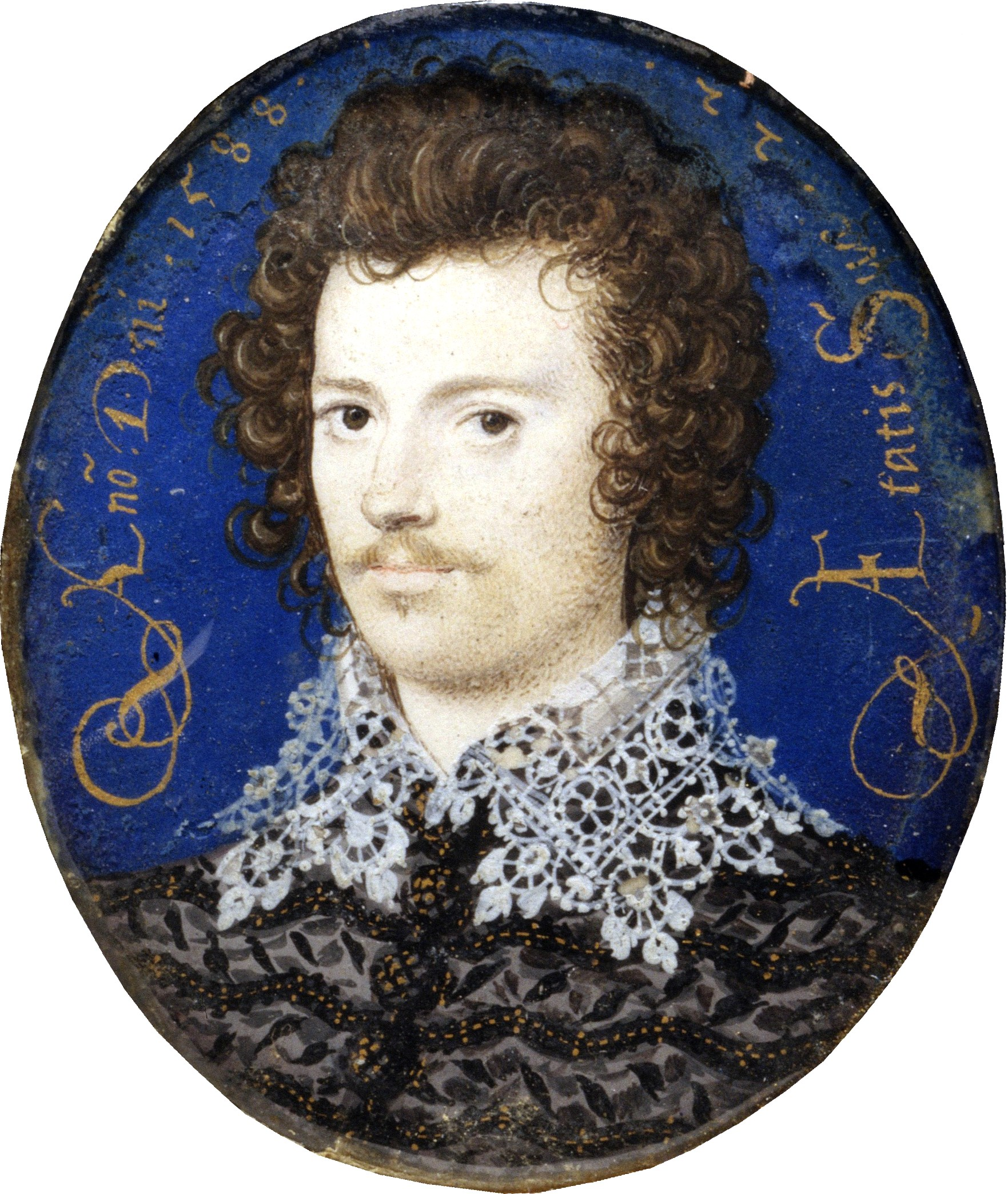
Lettices Sohn Robert Devereux

2. ⚭ Charles Blount, 1. Earl of Devonshire (diese Ehe war ungültig)

- Dorothy (* 1564; † 1619),

1. ⚭ Thomas Perrot
2. ⚭ Henry Percy, 9. Earl of Northumberland, aus dieser Linie stammt Diana Spencer.

- Robert Devereux, 2. Earl of Essex (1565–1601)
- Walter (1569–1591)
- Francis (* 1572; starb als Kind)

Mit Robert Dudley:
- Robert (* 1581; † 1584)

Lettice zählt zu den Vorfahren von Charles Darwin, Winston Churchill, Diana Spencer und Queen Elizabeth II.

## Darstellung in der Populärkultur
Lettice Knollys spielt eine Nebenrolle in Philippa Gregorys Roman Der Geliebte der Königin. Sie ist eine Enkelin König Heinrichs VIII., obwohl ihre Mutter Catherine Carey es zu vertuschen versucht. Bereits kurz nach ihrer Ankunft bei Hofe wird Elisabeth eifersüchtig auf Lettices Schönheit. Das Mädchen verliebt sich rasch in Robert Dudley, lässt sich aber von dessen Rivalen William Cecil als Spionin anwerben.
In der britischen Miniserie Elizabeth I – The Virgin Queen spielte Sienna Guillory die Rolle der Lettice Knollys. In dieser Version bleibt Lettice unter der Herrschaft von Königin Maria bei Prinzessin Elisabeth in England und begleitet sie auch in den Tower of London. Nach Elisabeths Thronbesteigung dient Lettice ihr als Hofdame und verliebt sich in Robert Dudley. Zwischen ihr und Elisabeth kommt es zu Spannungen, da die Königin nach ihrer Pockenerkrankung eifersüchtig auf Lettices Schönheit wird und scheinbar nur mit Dudley spielt. Lettice beginnt eine Affäre mit ihm und heiratet ihn schließlich heimlich. Elisabeth verbannt sie daraufhin vom Hofe. Lettices Sohn Robert Devereux, in dieser Version auch Dudleys Sohn, gelingt es nicht, die beiden wieder zu versöhnen, woraufhin Lettice sich verbittert von ihm abwendet.